# Buslijn 17 (Haaglanden)
Buslijn 17 is een voormalige spitslijn van de HTM in de regio Haaglanden in de Nederlandse provincie Zuid-Holland. De lijn werd ingesteld in het kader van de derde fase van het plan Lehner in oktober 1966, en reed tot 1971 tussen Den Haag Oostduin en Voorburg. Tevens is het een stadslijn in Zoetermeer geweest. 
Bus 17 was de opvolger van de enige buslijn 41 ooit in Haaglanden, die op zijn beurt in 1958 was ingesteld als een van de vervangers van de Blauwe Tram. Ook lijn 41 was een spitslijn. Buslijn 17 werd uiteindelijk opgeheven wegens te weinig reizigers.

## Route
In Voorburg was de keerlus via Rembrandtlaan-Oosteinde-Parkweg, samen met bus 26. In Den Haag was de keerlus via Bachmanstraat-v.d. Haerstraat-Carel van Bylandtlaan. Voorganger bus 41 (1958-1965) had dezelfde keerlussen. Bus 41 reed via de Koningskade en Prinses Beatrixlaan in Den Haag, en via Van Arembergelaan en Laan van Nieuw Oosteinde in Voorburg. Bus 17 echter reed, als compensatie voor het wegvallen van tram 7, via Jan van Nassaustraat/Jozef Israëlslaan, Boslaan, Bezuidenhoutse weg en Laan van Nieuw Oosteinde. 

## Zoetermeer
Vanaf 1990 kreeg Zoetermeer stadslijnen. Buslijn 17 reed tussen 1990 en 2000 vanaf station Centrum-west als ringlijn in één richting (rechtsom) door het noorden van Zoetermeer (Muzieklaan--Meerzichtlaan). In de andere richting (linksom) reed lijn 16. In 1998 werd lijn 16 opgeheven. Lijn 17 bleef in één richting rijden. In 2000 werd lijn 17 vervangen door lijn 73, die ook in diezelfde richting reed. Daarnaast reed lijn 174 naar Rijswijk er enkele ritten.